# Каховська вулиця (Київ)
Кахо́вська ву́лиця — вулиця у Дніпровському районі міста Києва, історична місцевість Микільська слобідка. Пролягає від вулиці Пантелеймона Куліша і Слобідського провулку до вулиці Євгена Маланюка. 
Прилучаються вулиці Силікатна, Дениса Рачінського, Єлизавети Шахатуні та Золота.

## Історія
Вулиця відома з 1-ї половини XX століття, мала назву Лісна́ (перша згадка з 1929 року). Сучасну назву отримала у 1955 році, на честь міста Каховка. До середини 1970-х років починалася від Броварського проспекту (скорочена в зв'язку зі знесенням старої забудови, при цьому декілька будинків залишилось до нашого часу під іншими адресами). 